# Ga Ichon
Ga Ichon (Tiếng Hàn: 방배역, Hanja: 方背驛) hoặc Ga Ichon (Bảo tàng Quốc gia Hàn Quốc) (Tiếng Hàn: 이촌(국립중앙박물관)역, Hanja: 二村(國立中央博物館)驛) là ga tàu điện ngầm và ga trung chuyển cho Tàu điện ngầm vùng thủ đô Seoul tuyến 4 và Tuyến Gyeongui–Jungang nằm ở Ichon-dong và Yongsan-dong 5-ga, Yongsan-gu, Seoul. Nhà ga này nằm rất gần Bảo tàng Quốc gia Hàn Quốc, nằm ở bên trong công viên gia đình Yongsan. Nó còn phục vụ cho phía Đông Ichon-dong, quê hương lớn nhất của cộng đồng người Nhật ở Hàn Quốc với 1.300 người dân Nhật Bản.
Ga tuyến 4 nằm ở Yongsan-dong 5-ga và ga tuyến Jungang nằm ở Ichon-dong.
Trong tương lai nó sẽ trở thành ga trung chuyển với Tuyến Shinbundang.

## Lịch sử
- 9 tháng 12 năm 1978: Việc kinh doanh bắt đầu với việc khai trương Tàu điện ngầm vùng thủ đô Seoul tuyến 1
- 13 tháng 9 năm 1983: Tên ga Tàu điện ngầm Seoul tuyến 4 được quyết định là Ga Ichon[1]
- 18 tháng 10 năm 1985: Nó trở thành một ga trung chuyển với việc khai trương đoạn Đại học Hansung ~ Sadang của Tàu điện ngầm Seoul tuyến 4[2]
- 15 tháng 12 năm 2005: Tàu điện ngầm vùng thủ đô Seoul tuyến 1 được Tàu điện ngầm vùng thủ đô Seoul tuyến Jungang và số ga được đổi từ K131 thành K111.
- 1 tháng 8 năm 2007: Tên phụ được thêm vào trên Tàu điện ngầm Seoul tuyến 4[3]
- 1 tháng 6 năm 2011: Lắp đặt cửa chắn tại ga Tuyến Gyeongwon
- 27 tháng 12 năm 2012: Khai trương đường mòn bảo tàng, nối Bảo tàng Quốc gia Hàn Quốc với lối đi bộ dưới lòng đất.

## Bố trí ga

### Tuyến số 4 (B2F)
| Sinyongsan ↑ |
| \| N/B       |
| ↓ Dongjak    |

| Hướng Bắc | ● Tuyến 4 | ← Hướng đi Sinyongsan · Myeong-dong · Chang-dong · Jinjeop |
| Hướng Nam | ● Tuyến 4 | → Hướng đi Dongjak · Geumjeong · Ansan · Oido →            |

### Tuyến Gyeongui–Jungang (1F)
| ↑ Yongsan   |
| １ \| ２    |
| Seobinggo ↓ |

| 1 | ● Tuyến Gyeongui–Jungang | ← Hướng đi Yongsan · Đại học Sogang · Geumneung · Munsan |
| 2 | ● Tuyến Gyeongui–Jungang | → Hướng đi Hoegi · Deokso · Yongmun · Jipyeong →         |

## Xung quanh nhà ga
| Lối ra \| 나가는 곳 \| Exit \| 出口 | Lối ra \| 나가는 곳 \| Exit \| 出口 |
| ----------------------------------- | --- |
| 1                                   | Hướng tới Yongsan Park Tower/Công viên thành phố |
| 2                                   | Hướng tới Bảo tàng Quốc gia Hàn Quốc Bảo tàng Hangeul Quốc gia Công viên Gia đình Yongsan |
| 3                                   | Hướng Seobinggo-ro, Seobinggo |
| 3-1                                 | Phía đông Dongbu Ichon-dong (Japan Town) Trường trung học cơ sở Yonggang Trường tiểu học Shinyongsan Trung tâm mua sắm tổng hợp Dongbu Ichon (trung tâm mua sắm công chức) Hướng tới Bệnh viện Geumgang Asan |
| 4                                   | Phía tây Dongbu Ichon-dong Công viên công dân Hangang Ichon |
| 5                                   | Văn phòng Thuế Yongsan Trường Trung học Đường sắt Yongsan Hướng tới Seobinggo-ro Yongsan |

## Hình ảnh

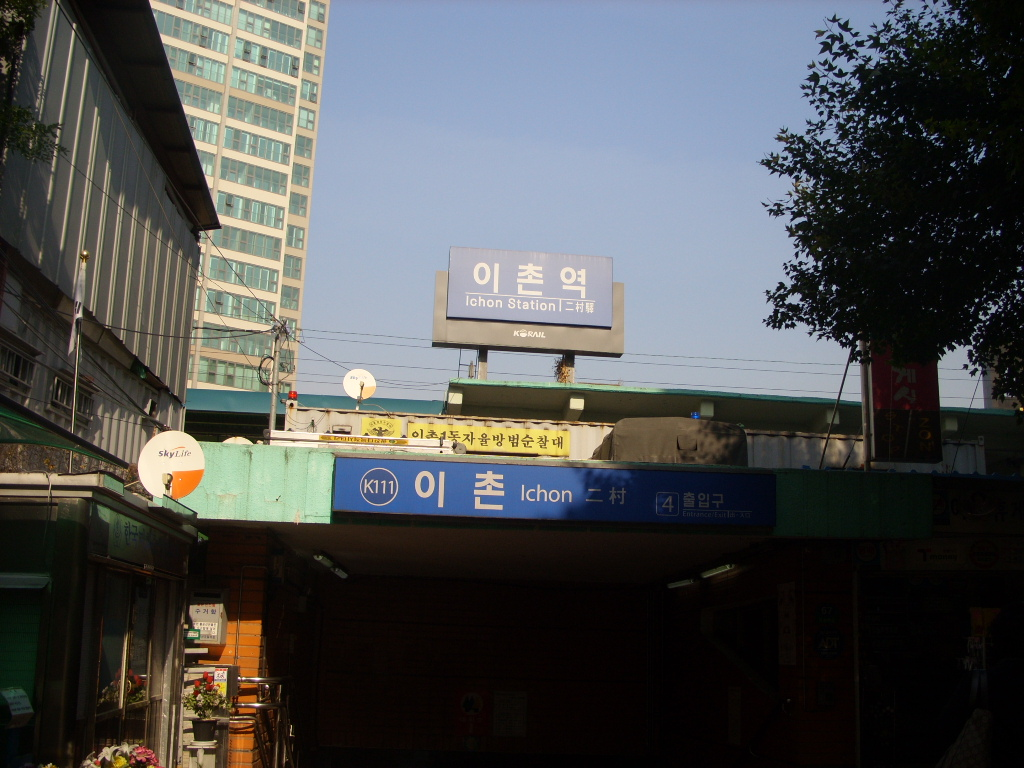
Nhà ga
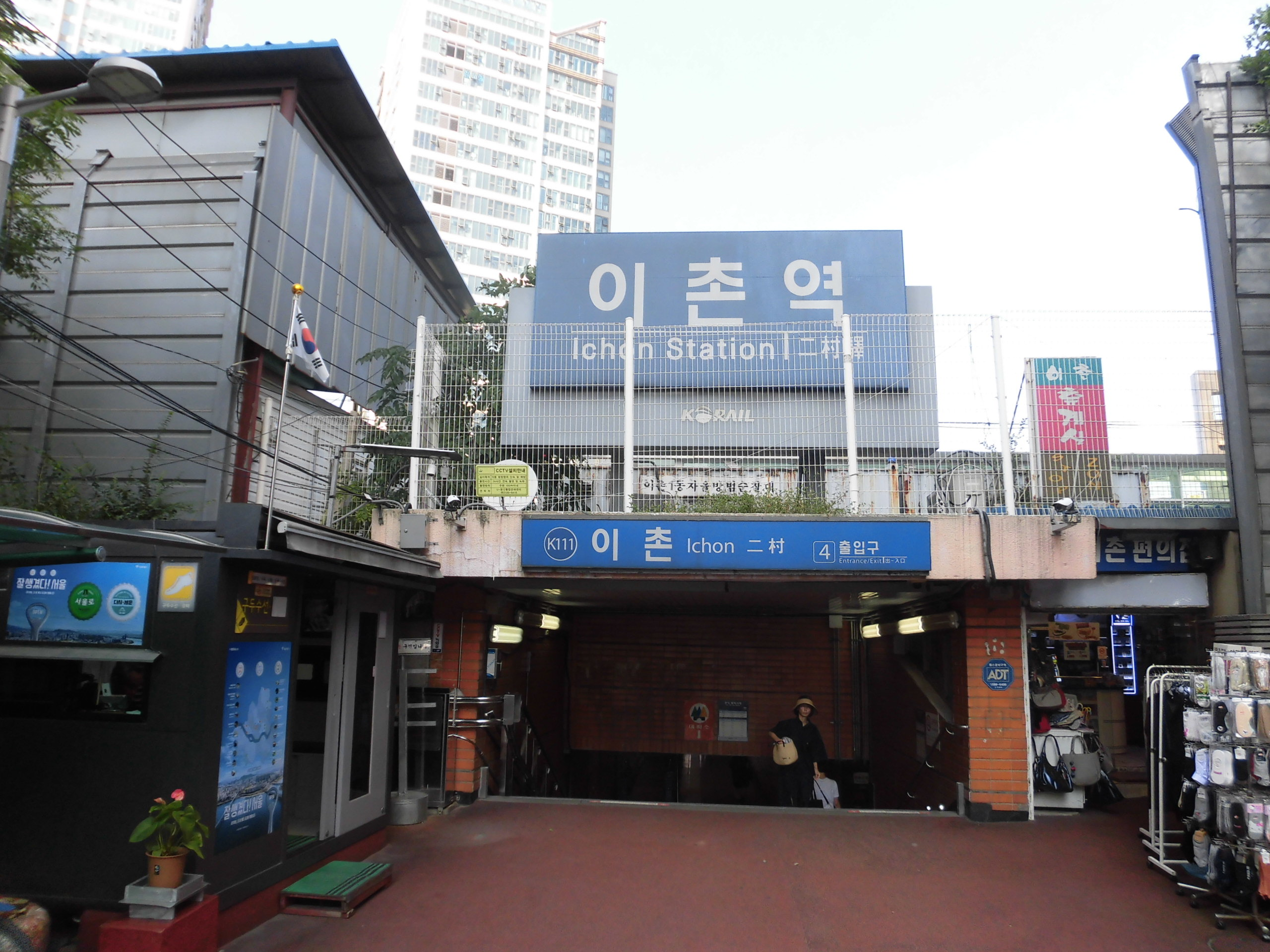
Nhà ga
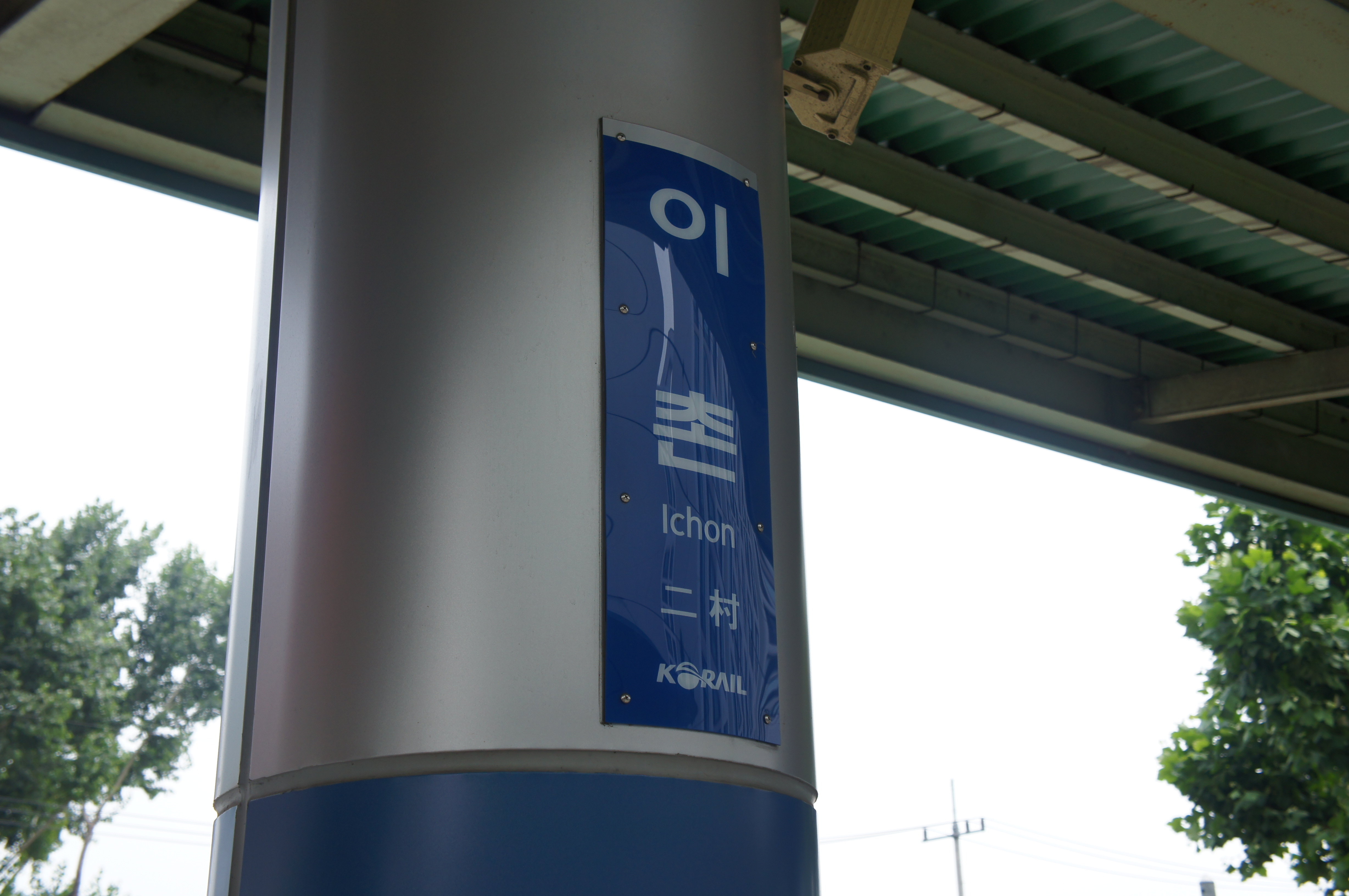
Bảng tên ga gắn trên tường
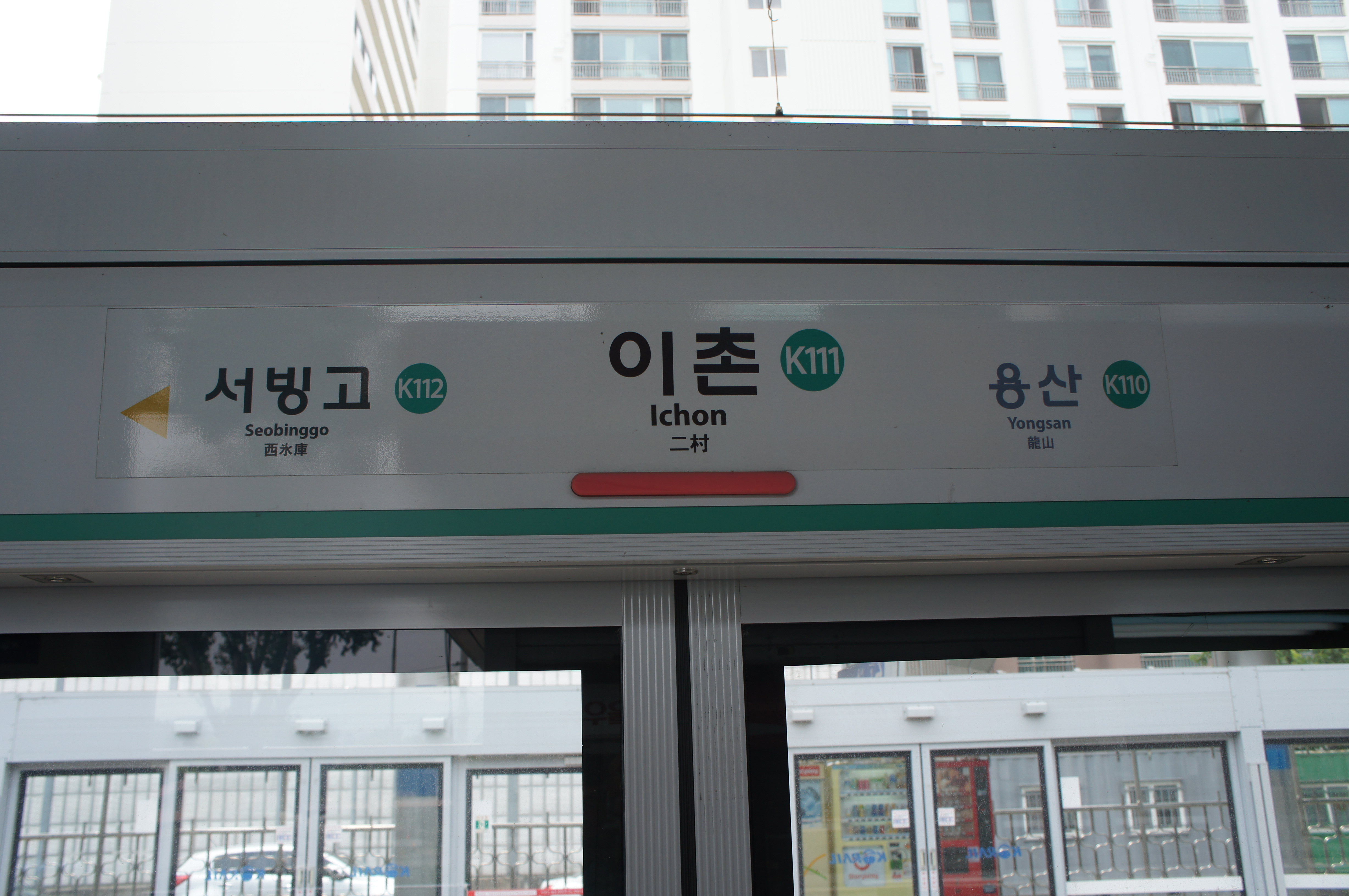
Cửa chắn sân ga Tuyến Gyeongui·Jungang
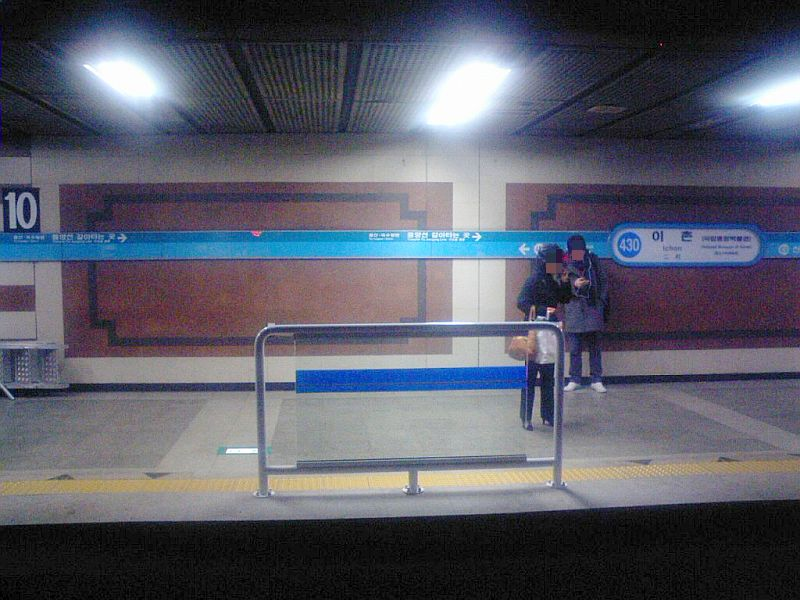
Sân ga Tuyến 4 (trước khi lắp đặt cửa chắn sân ga)